# Евгения Гранде (фильм, 1946)
«Евгения Гранде» — драматический фильм 1946 года Марио Сольдати, снятый по мотивам одноимённого романа Оноре де Бальзака.
Фильм демонстрировался на Венецианском кинофестивале 1946 года. Алида Валли получила Серебряную ленту за лучшую роль. Также Серебряная лента вручена за лучший сценарий.

## В ролях
| Актёр              | Роль             |
| ------------------ | ---------------- |
| Алида Валли        | Евгения          |
| Гуальтьеро Тумиати | Феликс Гранде    |
| Гвидитта Риззоне   | мать             |
| Мария Боди         | Мадам де Грассен |
| Джузеппе Варни     | Банкир Грассен   |